# Emetina
L'emetina (del grec Έμετος, "vòmit") és un alcaloide derivat de la ipecacuana ("arrel de Brasil") que indueix al vòmit i que es va usar des dels començaments del segle XX com a fàrmac contra les amebes. Forma part del xarop d'ipecacuana.

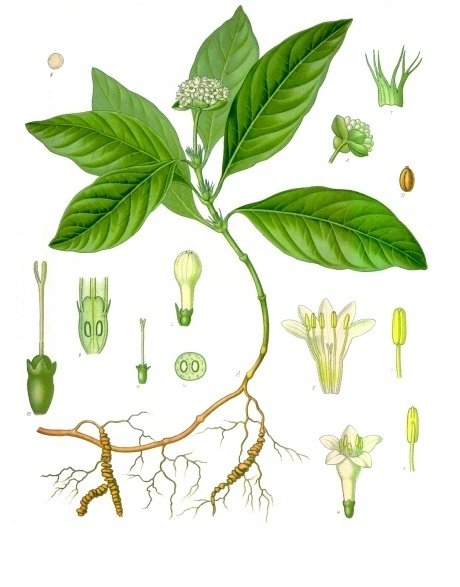
Ipecacuana (Carapichea ipecacuanha)

## Acció com a emètic
Actua tant per irritació local com per estimulació irritant local en les vies digestives i també a la zona de desencadenament de quimioreceptors en l'àrea postrema del bulb raquidi.

## Mecanisme d'acció
"L'emetina inhibeix l'allargament de cadenes de polipèptids i la síntesi de proteïnes en cèl·lules eucariotes".

## Indicacions
"L'emetina es va usar com a amebicida sistèmic d'acció directa. Igual que la deshidroemetina, durant un temps es va utilitzar àmpliament per combatre l'amebosi intestinal invasora i greu i l'amebosi extraintestinal, però ha estat substituïda pel metronidazole que té la mateixa eficàcia i és més innocu. per tal raó, cap de les dues s'utilitza, llevat que el metronidazole estigui contraindicat. la deshidroemetina posseeix propietats farmacològiques similars, tot i que és considerada un producte menys tòxic".

## Via d'administració
S'administra per via intramuscular o subcutània, però no per via intravenosa per la seva toxicitat. Es concentra al fetge, ronyó, melsa i pulmó.

## Reaccions adverses
Les seves reaccions adverses són freqüents; les més greus són les cardiovasculars: dolor precordial, dispnea, taquicàrdia, hipotensió, ritme de galop, canvis ECG, dilatació cardíaca amb insuficiència cardíaca i mort. Pot produir nàusees, vòmits i diarrea, cefalees, debilitat muscular, rigidesa, dolor al lloc d'injecció, i reaccions urticarials.